# Gottliebenkapelle

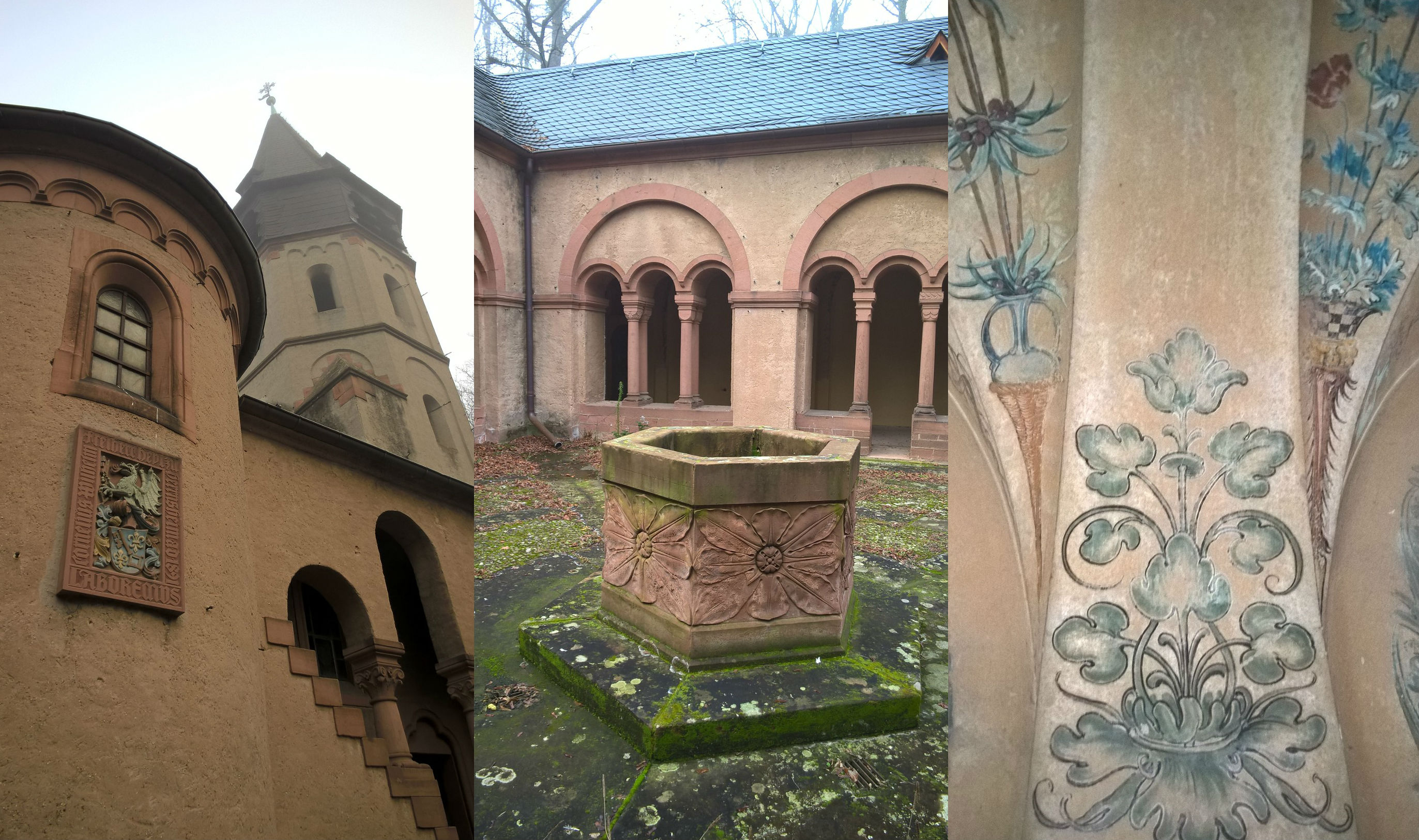
Gottliebenkapelle in Herrnsheim, Blick auf den Kirchturm, Kreuzgang und Kreuzganggestaltung durch Otto Hupp.

Die Gottliebenkapelle in Worms-Herrnsheim ist ein romanisierender Komplex mit Kirche und Kreuzgang, der 1891 als Gruftkapelle der Freiherrn von Heyl zu Herrnsheim nach Plänen von Gabriel von Seidl erbaut wurde.

## Geschichte und Architektur

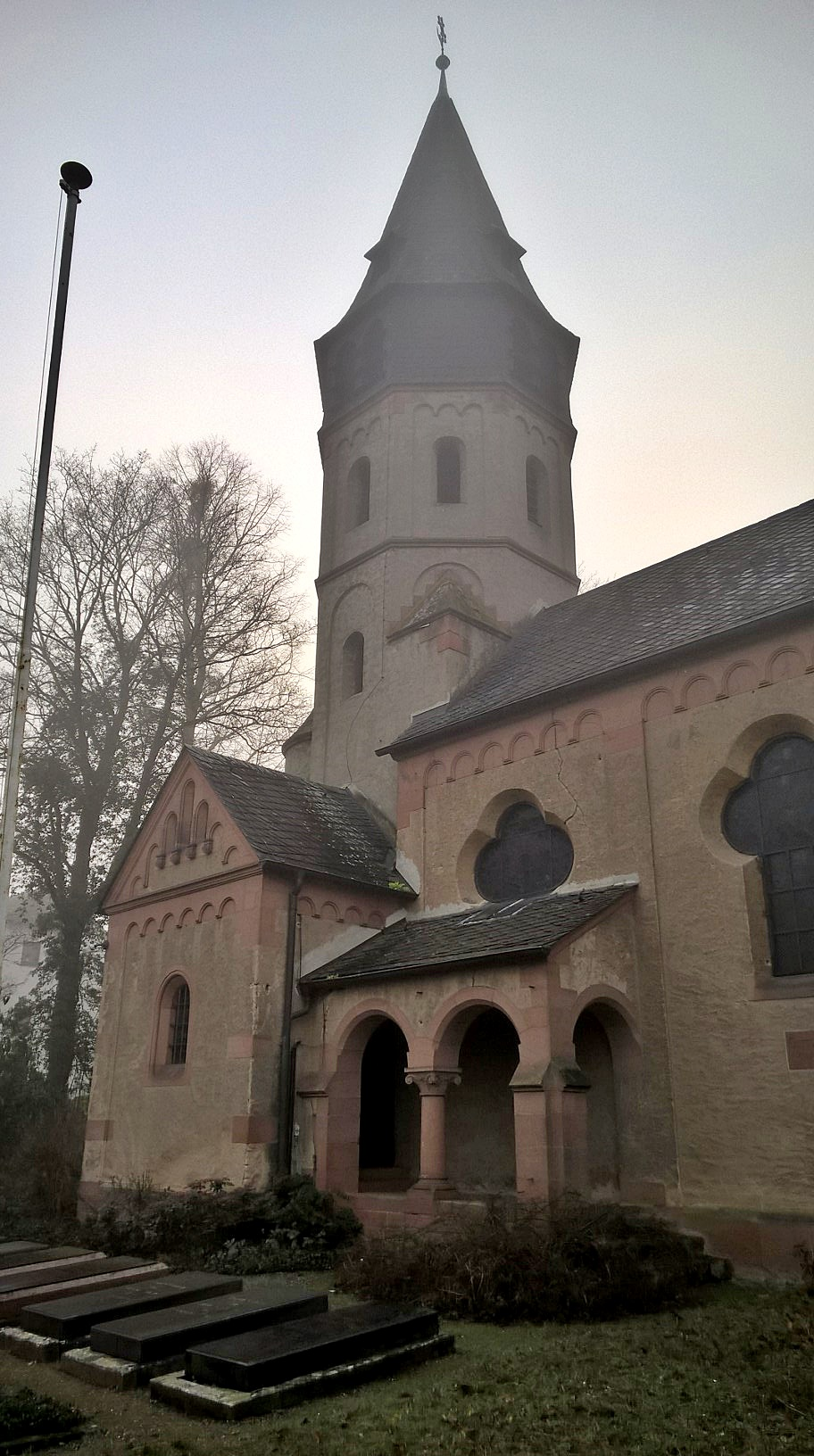
Gottliebenkapelle Herrnsheim

Gabriel von Seidl erbaute die Grabkapelle im Auftrag von Cornelius Wilhelm von Heyl zu Herrnsheim in den Jahren 1888 bis 1891 auf dem Grundstück südwestlich des Ortskerns. Der neuromanische Werksteinbau mit seinem kreuzförmigen Grundriss sollte in erster Line als Familiengrabstätte genutzt werden. Die Baustelle befand sich in vollkommen freier Lage mit Blick über Herrnsheim. Mittlerweile ist die Anlage von einem Wohngebiet umbaut.
Die Kapelle und der Kreuzgang sind von einem Friedhof umgeben. Die Gruft ist durch eine Wendeltreppe und Plattenöffnungen im Kreuzgang zugänglich. Der seitlich angelegte Kirchturm soll an den Turm der Clemenskapelle in Trechtingshausen erinnern. Weitere Architekturzitate finden sich an der Außenfassade, wie zum Beispiel Ornamente, die nach dem Vorbild des Doms St. Peter zu Worms, dem kleinsten der drei rheinischen Kaiserdome, gestaltet sind.
Die Nutzung als Grabstätte begann erst mit dem Tod der Ehefrau Sophie 1915. Erbauer Cornelius Wilhelm von Heyl zu Herrnsheim wurde 1923 neben ihr bestattet. Die Gruft wird bis heute als Begräbnisstätte für die Familie genutzt.

## Kreuzganggestaltung durch Otto Hupp
Durch seinen Kontakt zum Architekten Gabriel von Seidl erhielt der deutsche Heraldiker Otto Hupp den Auftrag für die Wand- und Deckenmalereien im Chorraum und im Kreuzgang der Gottliebenkapelle. Es waren wohl ornamentale Vorlagenblätter aus der Zeit um 1500, die Otto Hupp inspirierten. Im Jahr 2015 wurden die Malereien im Kulturdenkmal aufwändig restauriert.

## Namensgebung
Der Name der Kapelle ist einem Wort aus dem Römerbrief 8, 28 entlehnt: 

„Wir wissen aber, dass denen, die Gott lieben, alle Dinge zum Besten dienen.“